# Place d'Armes (Montréal)
Pour les articles homonymes, voir Place d'Armes.
La place d'Armes est une place montréalaise située dans le quartier historique du Vieux-Montréal, dans l'arrondissement de Ville-Marie. Cette place est la troisième à porter ce nom commun dans la francophonie. Plus de 3 siècles d'architecture se côtoient sur ce lieu unique à Montréal — un des rares exemples de ce type de condensé architectural en Amérique du Nord.

## Situation et accès
La place d'Armes est la principale place publique de Montréal, accueillant annuellement près de 5 000 000 de travailleurs, résidents et visiteurs. Cette place, d'une valeur patrimoniale nationale exceptionnelle, est également un condensé de l'histoire de l'architecture du Vieux-Montréal. Depuis son établissement au XVIIe siècle, son histoire est ponctuée par l'implantation d'institutions et de sièges sociaux d'entreprises d'influence et par la tenue d'événements d'importance nationale.
La station de métro Place-d'Armes est immédiatement au nord, en bas de la côte de la place, qui s'achève en traversant l'autoroute Ville-Marie et devient la rue Saint-Urbain, adjacente au quartier chinois.

## Origine du nom
Situé généralement au centre d'une fortification, une place d'armes est le lieu de rassemblement d'une petite troupe et un espace central accueillant les cérémonies importantes de la vie militaire.

## Historique

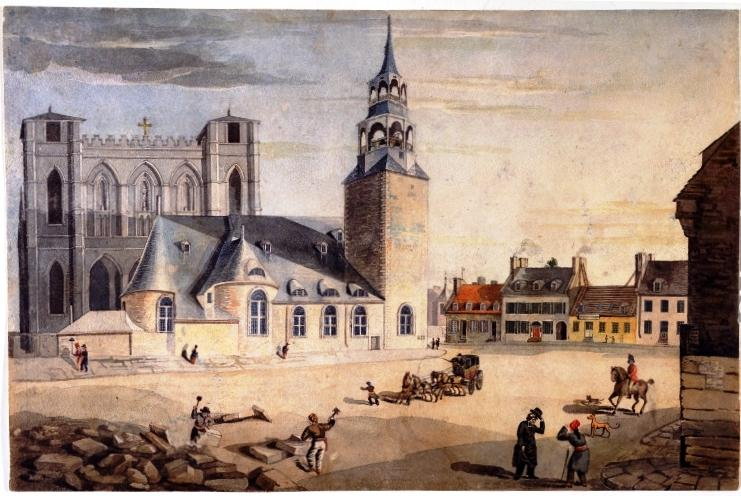
La place d'Armes, 1828, aquarelle de Robert Auchmuty Sproule

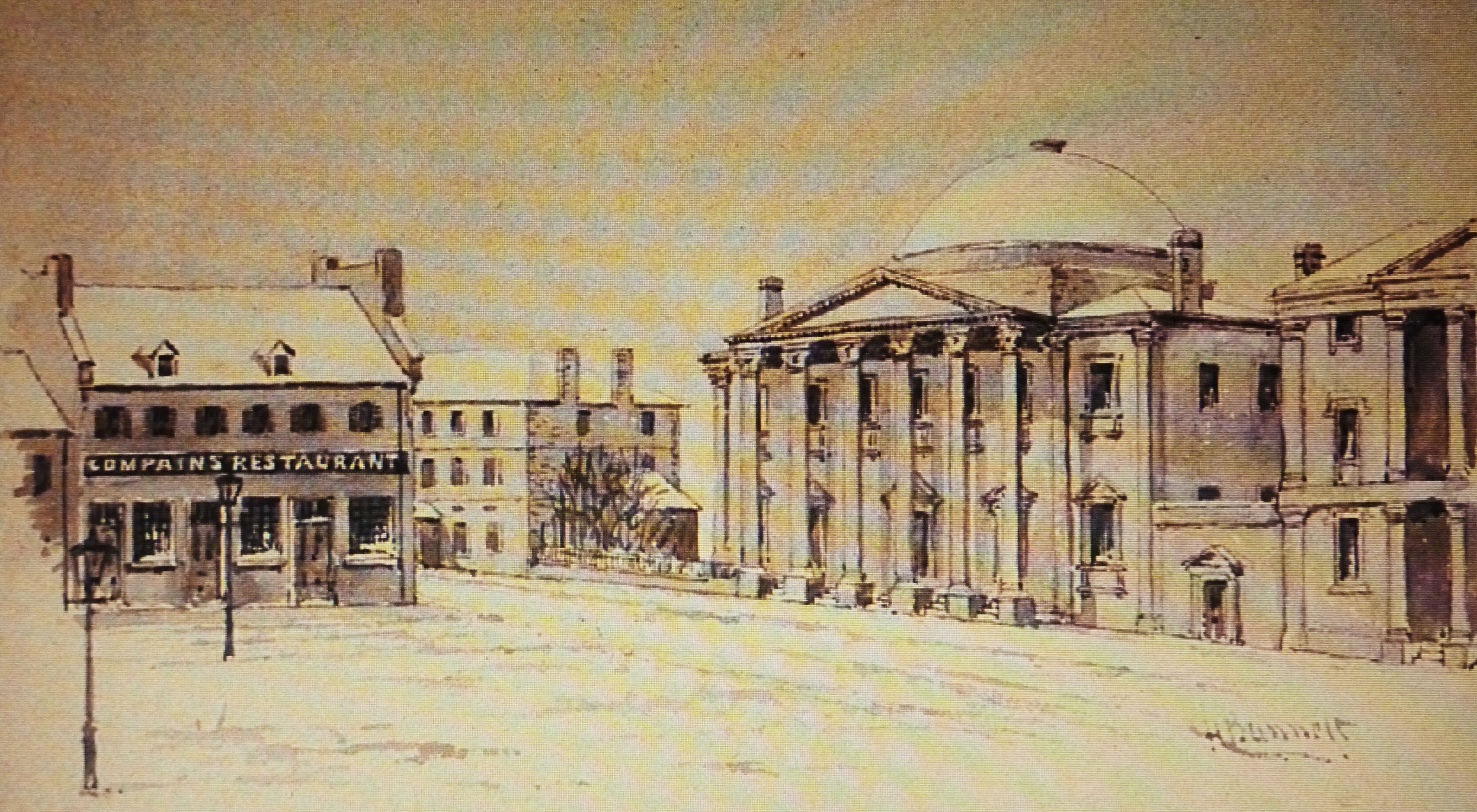
Perspective inversée, vers 1850, avec l'édifice de la Banque de Montréal, récemment construit

La place est ouverte en 1693 et devient une place publique mais appartient toujours aux Sulpiciens : c'était alors le parvis de la première église Notre-Dame située dans l'axe de la rue Notre-Dame.
Après la construction de la basilique Notre-Dame et la démolition de la première église, les Sulpiciens vendent la place à la ville de Montréal en 1836. Elle se transforme en place de marché puis en lieu de convergence.
À l'époque où Montréal avait un système de tramways, la place d'Armes en était le point central.
La Ville de Montréal entreprit en 2009 d'importants travaux visant un réaménagement majeur de la place d'Armes. Ce projet représente un investissement de 14 millions de dollars et a été entièrement financé par le Ministère des Affaires municipales, des Régions et de l'Occupation du territoire du Québec (MAMROT). Le tout s'est terminé à l'automne 2011. Les différentes composantes du Monument à Maisonneuve (bassin et statues) ont été restaurées.

## Bâtiments remarquables et lieux de mémoire
(juillet 2025).
La place d'Armes est un petit parc dont le centre est occupé par le Monument à Maisonneuve, à la mémoire d'un des fondateurs de la ville.
Autour de la place se trouvent :
- la Basilique Notre-Dame et le Vieux Séminaire de Saint-Sulpice datant du XVIIe siècle au sud,
- l'édifice de la Banque de Montréal au nord,
- l'Hôtel Place d'Armes au nord-est (« Great Scottish Life Insurance Building »),
- l'Édifice Aldred et l'Édifice New York Life à l'est,

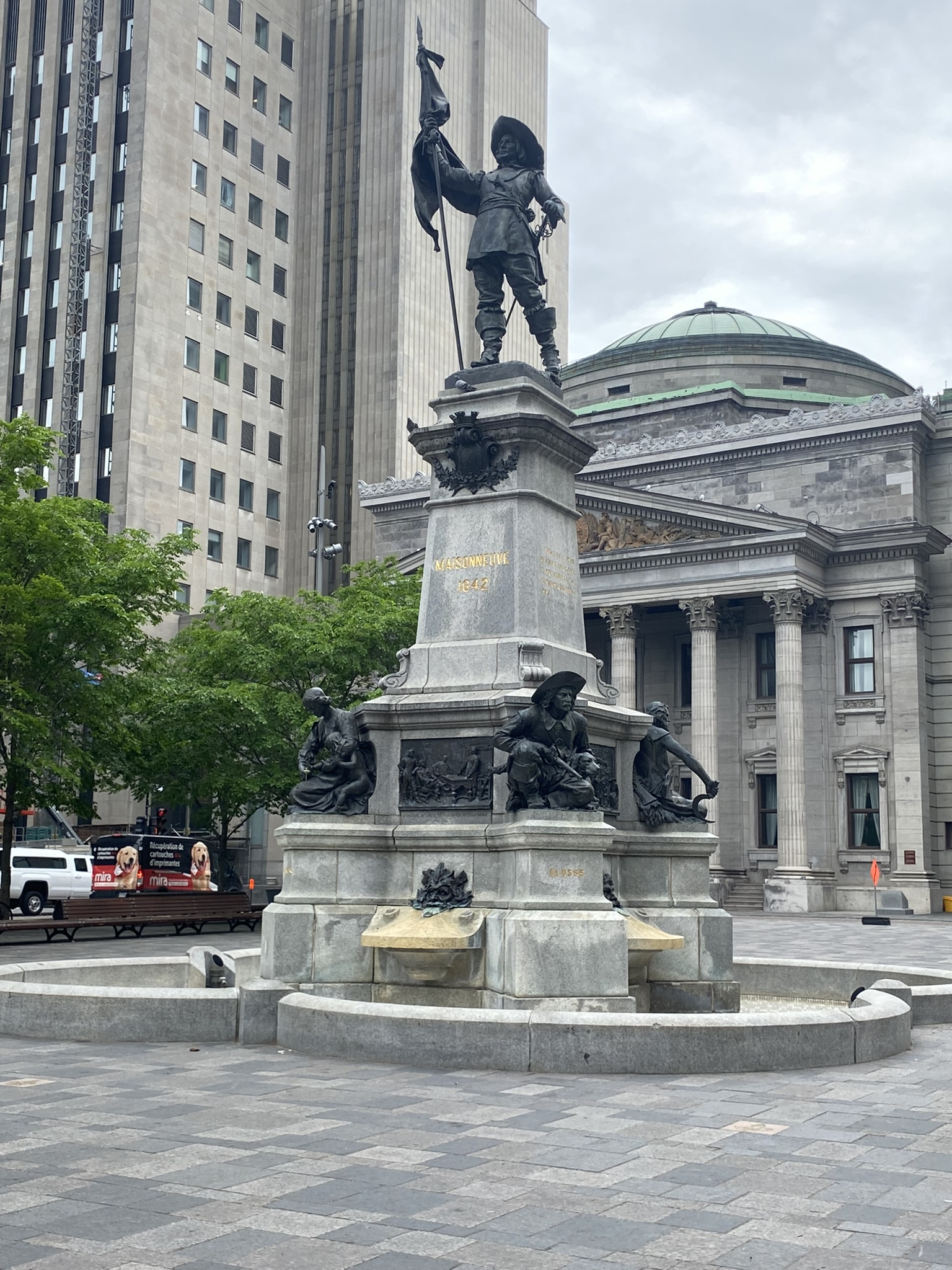
Statue de Paul Chomedey de Maisonneuve en 2022

- Statue de Paul Chomedey de Maisonneuve en 2022l'immeuble « 500 Place d'Armes » datant des années 1960, à l'ouest.

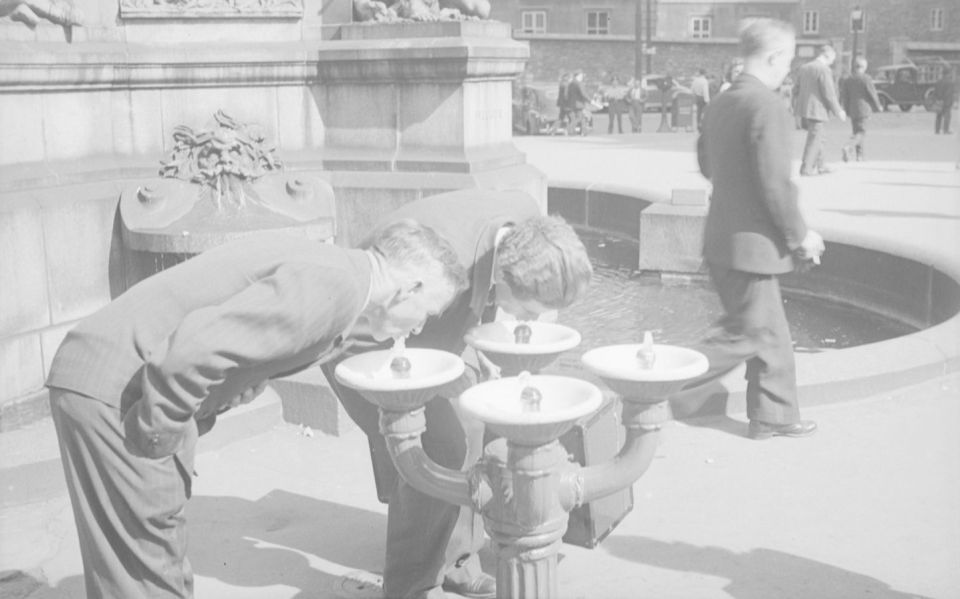
Fontaines d'eau sur la place d'Armes en 1943
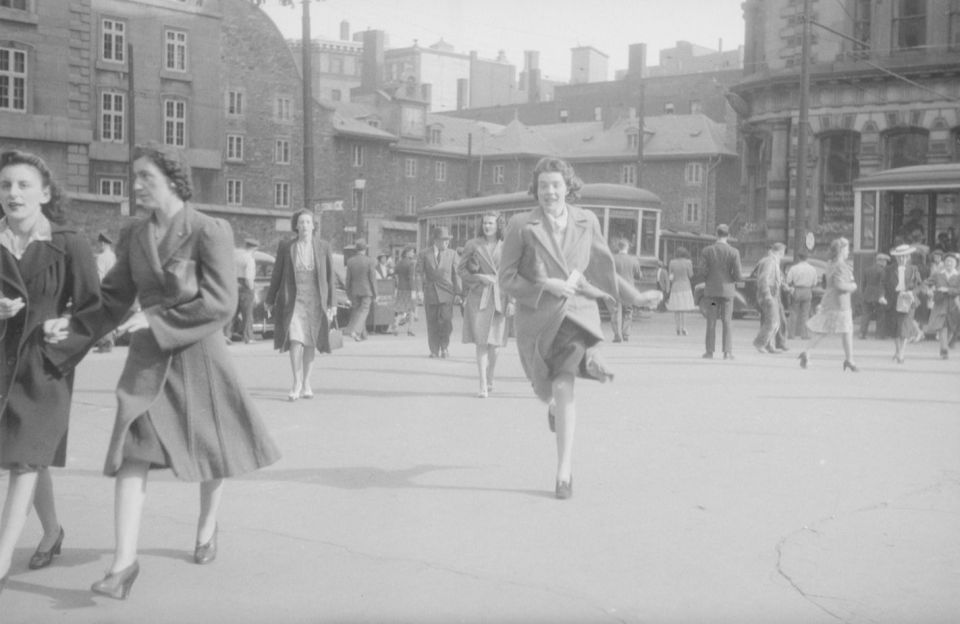
La place d'Armes en pleine heure de pointe en juin 1943
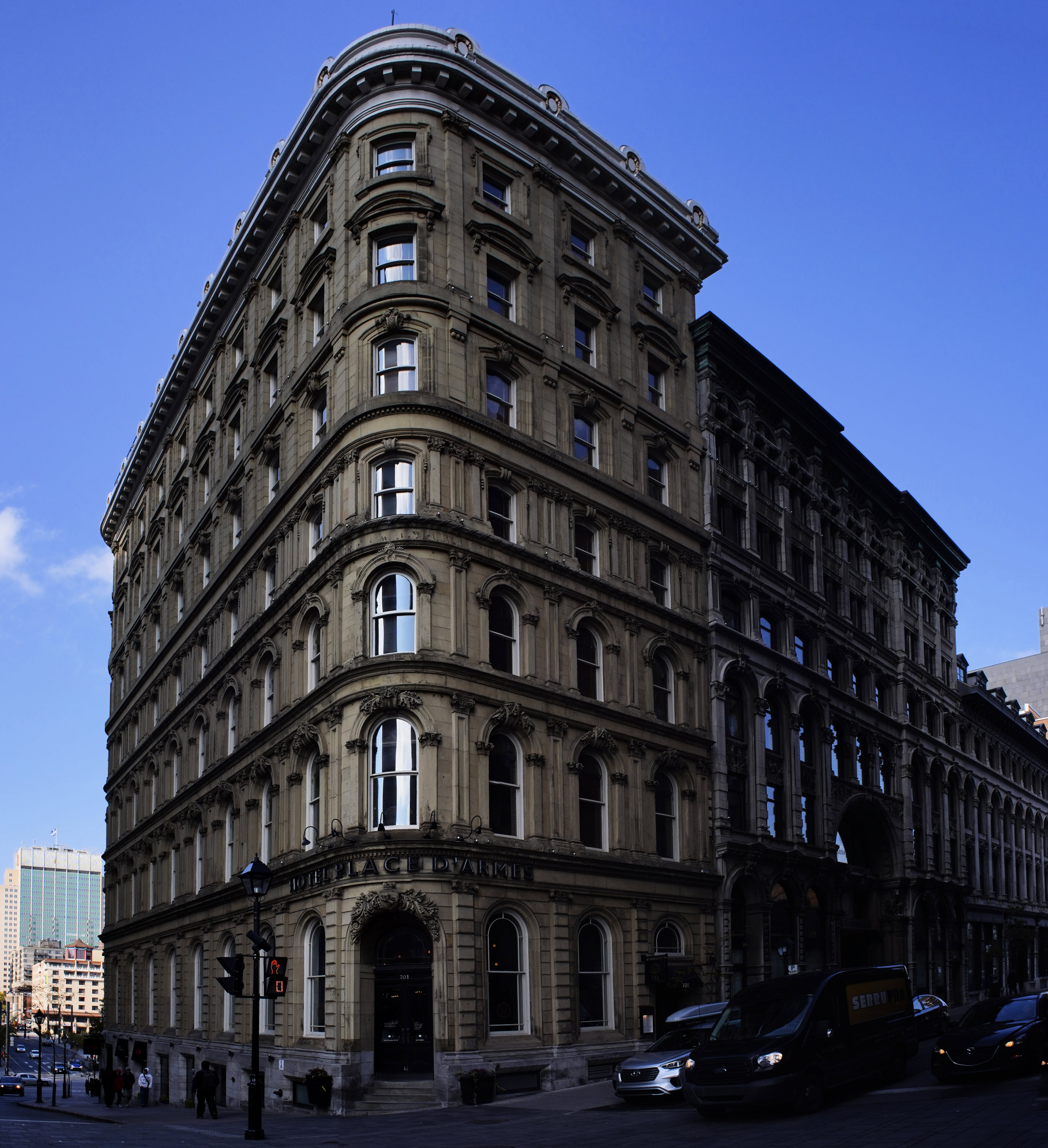
l'Hôtel Place d'Armes (« Great Scottish Life Insurance Building »)
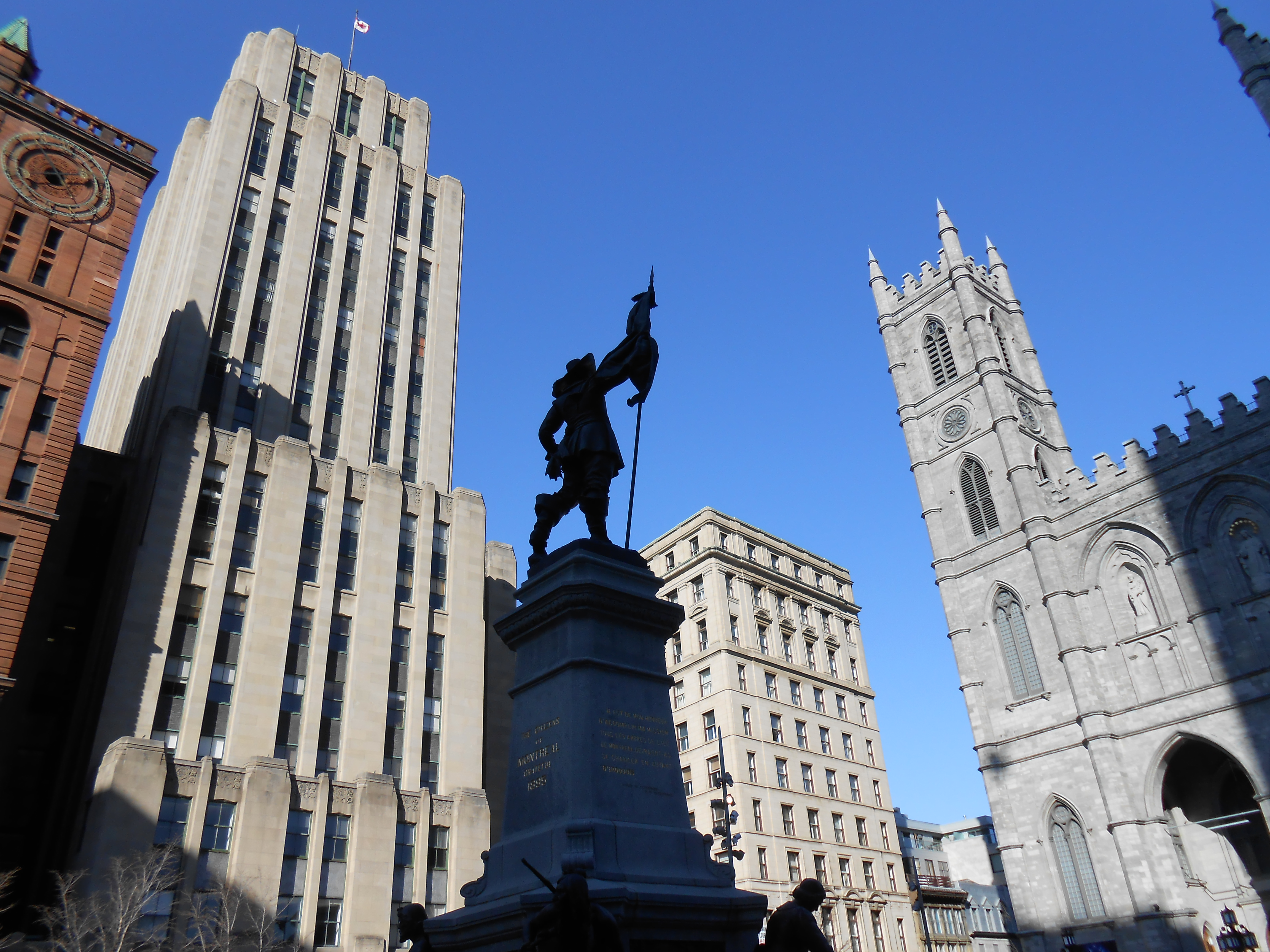
Édifice Aldred
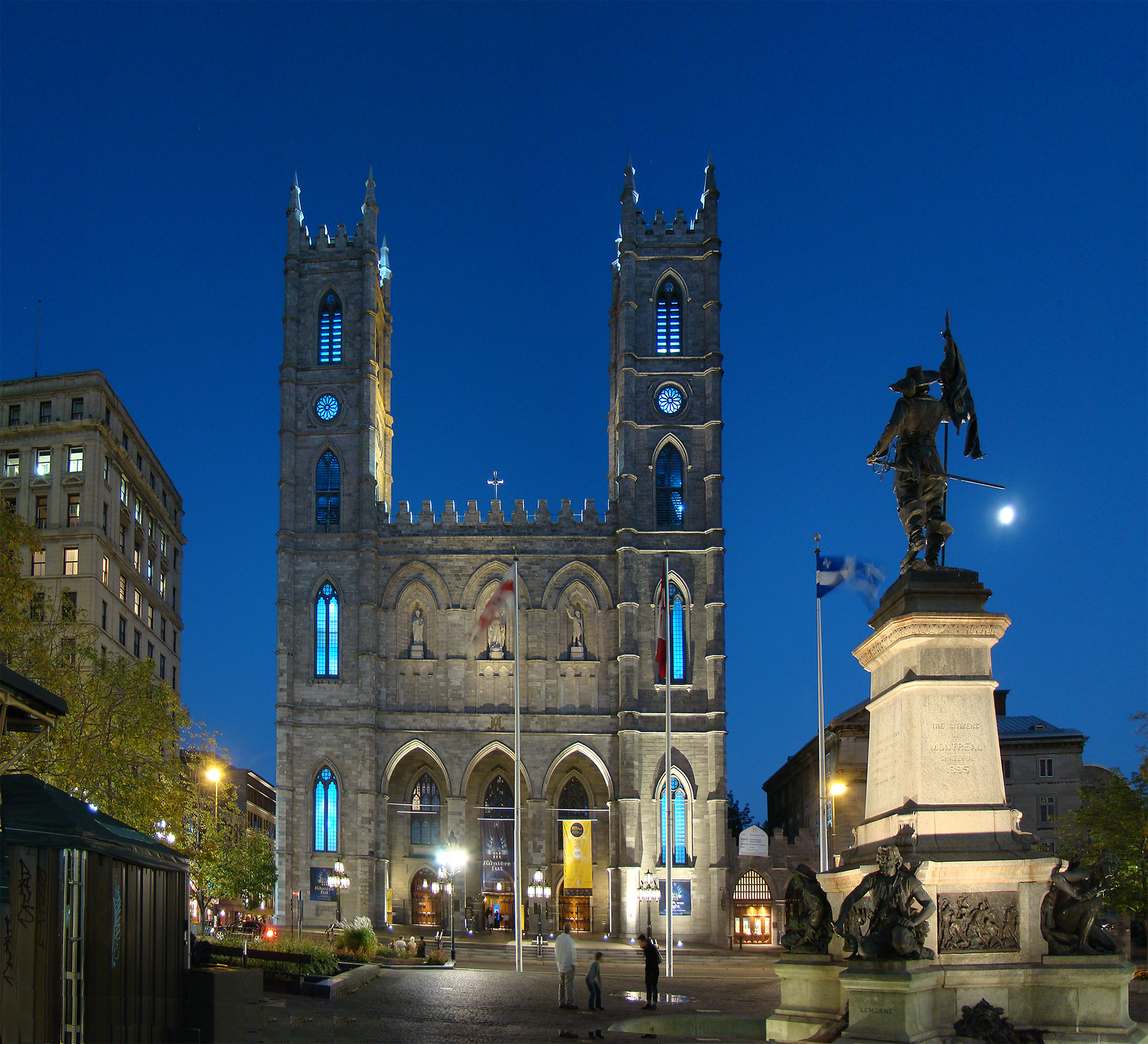
La basilique et le monument à Maisonneuve
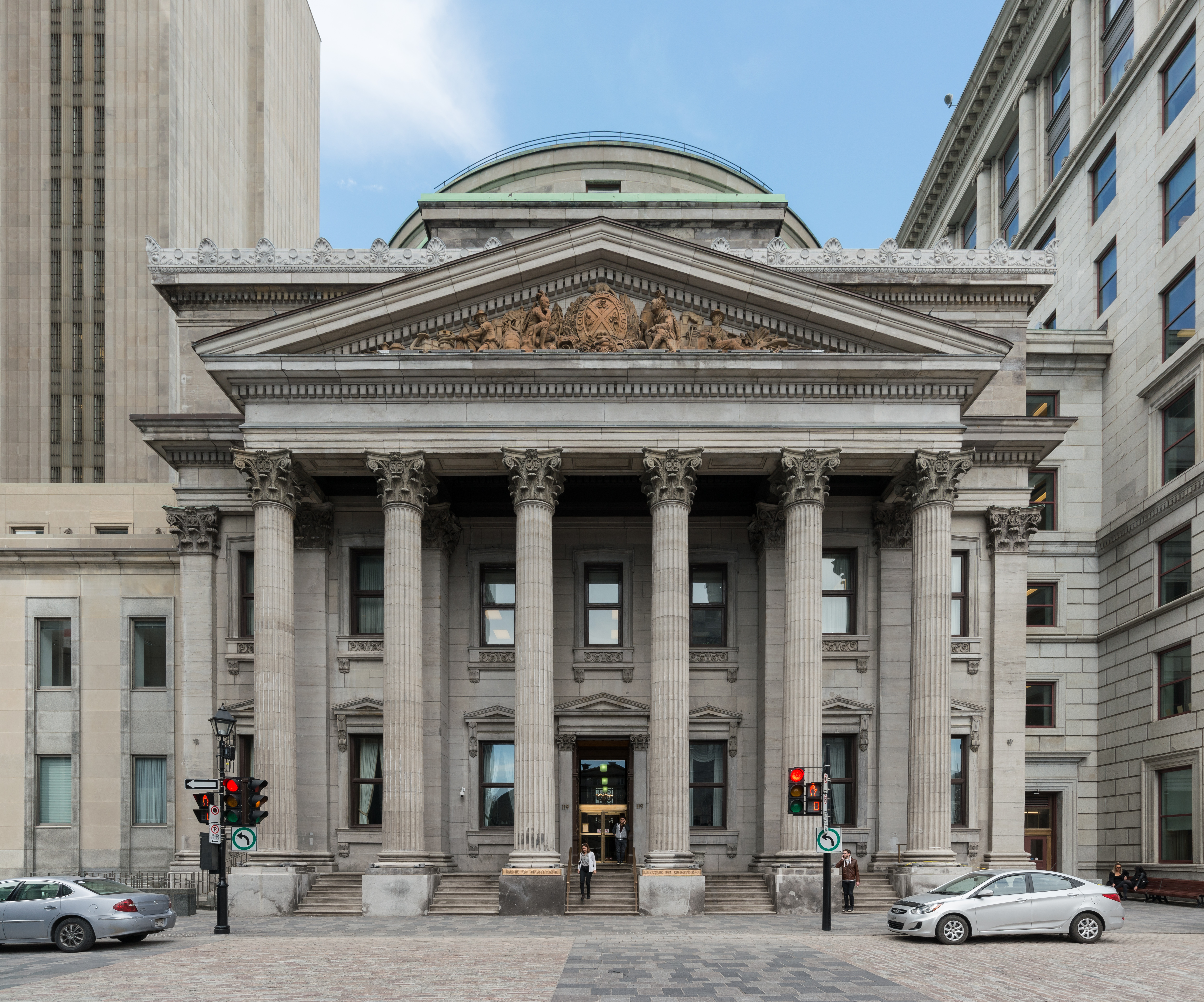
Édifice Banque de Montréal au nord
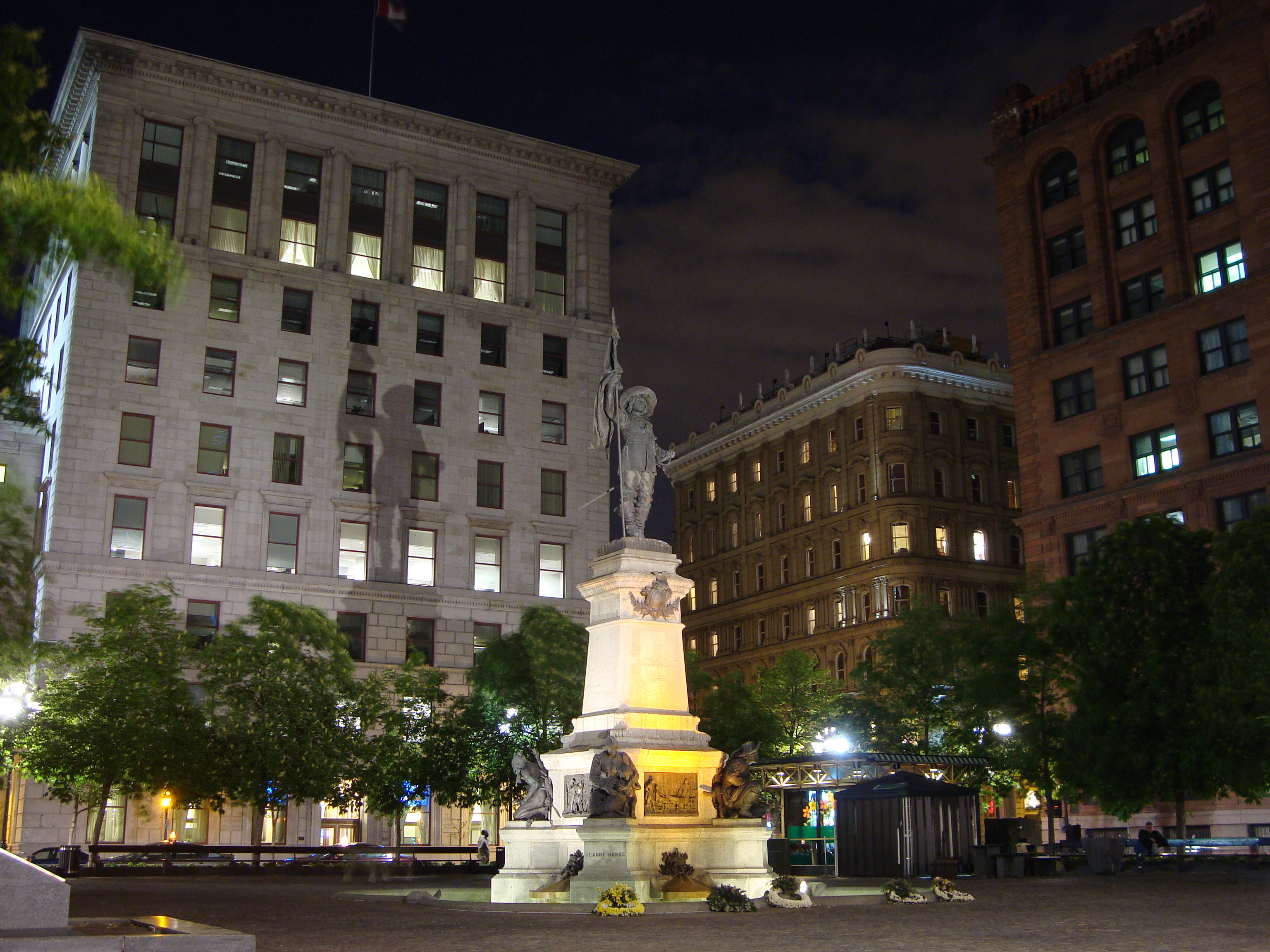
Place d'Armes la nuit
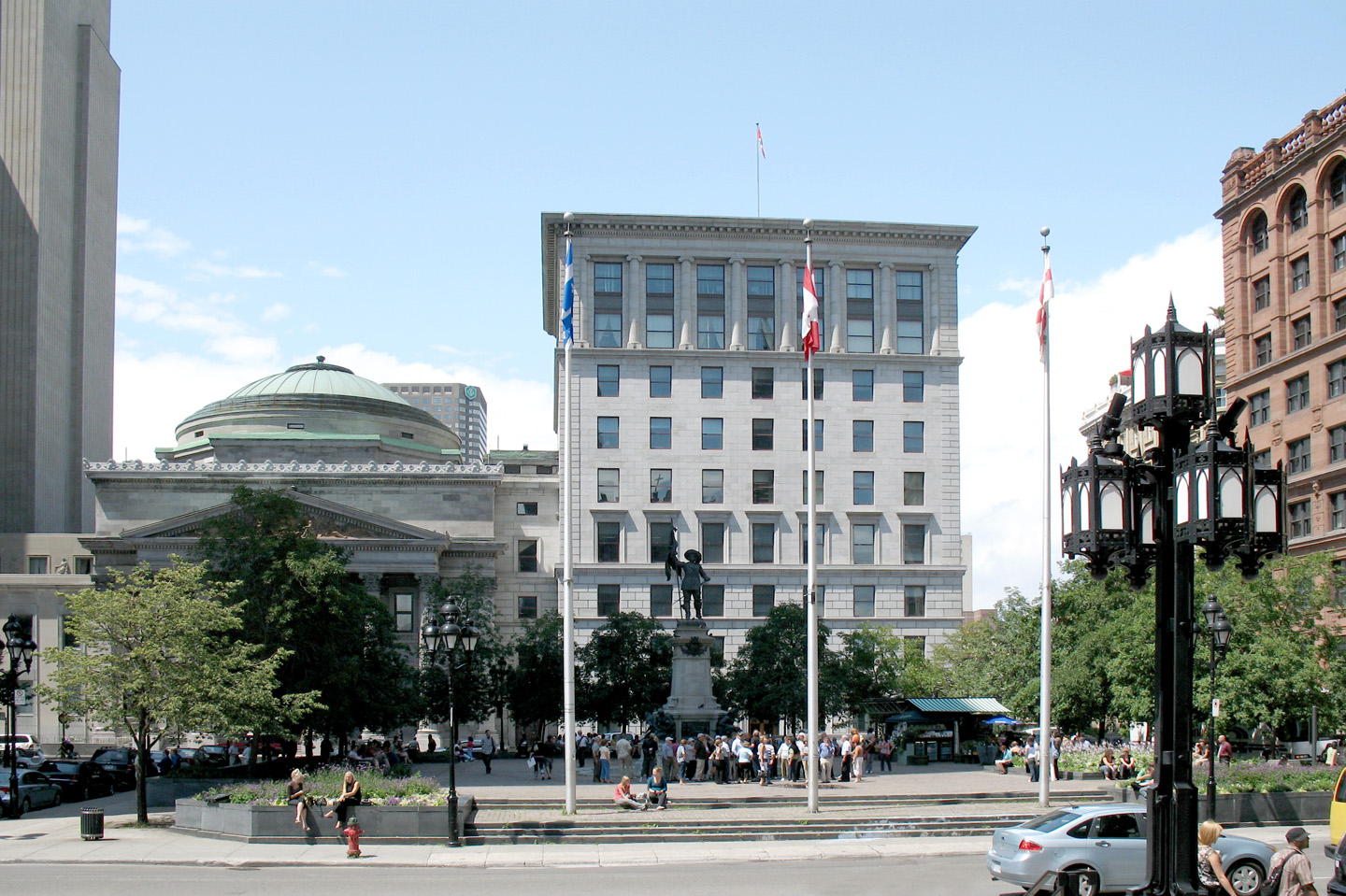
La place d'Armes à Montréal, en 2009, avant son réaménagement

## Anecdotes
Eugène Richer dit La Flèche, le fondateur de la Mission de l'Esprit-Saint, aurait ressuscité un homme sur la place d'Armes au début du XXe siècle.